# Антон-Карл Лонгін
Антон-Карл Лонгін (нім. Anton-Carl Longin; 5 квітня 1896, Відень — 27 січня 1967, Відень) — австро-угорський, австрійський і німецький офіцер, генерал-майор люфтваффе.

## Біографія
1 грудня 1914 року вступив добровольцем в 75-й піхотний полк. Учасник Першої світової війни. 6 листопада 1918 року взятий в італійський полон. 15 жовтня 1919 року звільнений. 1 вересня 1920 року вступив в австрійську армію. З 1 серпня 1935 року — військово-повітряний аташе в Празі і Варшаві. Після аншлюсу 15 березня 1938 року автоматично перейшов у вермахт. З 11 квітня 1938 року — офіцер зв'язку в ОКВ, займався включенням австрійської армії у вермахт. 1 червня 1938 року перейшов у люфтваффе. З 10 листопада 1938 року — начальник 1-ї групи (іноземна оборона) і представник Командного відділу ОКВ. З 1 квітня 1939 року — начальник штабу уповноваженого представника вермахту при імперському протекторі Богемії і Моравії. З 12 листопада 1941 року — начальник штабу командування 17-ї авіаційної області. З 16 квітня 1943 року — командир 24-го авіапольового полку (одночасно з 15 червня по 23 липня виконував обов'язки командира 1-ї авіапольової дивізії), з 11 вересня 1943 року — 9-ї авіапольової дивізії. 5 листопада 1943 року відправлений в резерв ОКЛ. З 9 травня 1944 року — комендант аеродрому 4/І (Рига). З 26 липня по 31 серпня 1944 року виконував обов'язки командувача 26-ї польової авіаційної області. З 24 вересня 1944 року — командир 604-ї дивізії особливого призначення. З 28 листопада 1944 року — командант аеродрому 6/VII. 8 травня 1945 року взятий в полон. 20 червня 1947 року звільнений.

## Звання
- Кадет резерву (1 серпня 1915)
- Лейтенант резерву (1 серпня 1916)
- Оберлейтенант резерву (1 листопада 1917)
- Гауптман (1 січня 1921)
- Майор (24 липня 1931)
- Оберстлейтенант (18 вересня 1932)
- Оберст (25 червня 1936)
- Генерал-майор (1 серпня 1943)

## Нагороди
Отримав численні нагороди, серед яких:
- Срібна медаль за хоробрість (Австро-Угорщина) 2-го класу
- Медаль «За військові заслуги» (Австро-Угорщина)
  - бронзова з мечами
  - 2 срібних з мечами
- Військовий Хрест Карла
- Пам'ятна військова медаль (Австрія) з мечами
- Орден Заслуг (Австрія), лицарський хрест
- Пам'ятна військова медаль (Угорщина) з мечами
- Почесний хрест ветерана війни з мечами
- Медаль «За вислугу років у Вермахті» 4-го, 3-го і 2-го класу (18 років)
- Хрест Воєнних заслуг 2-го класу з мечами